# 大仙公園

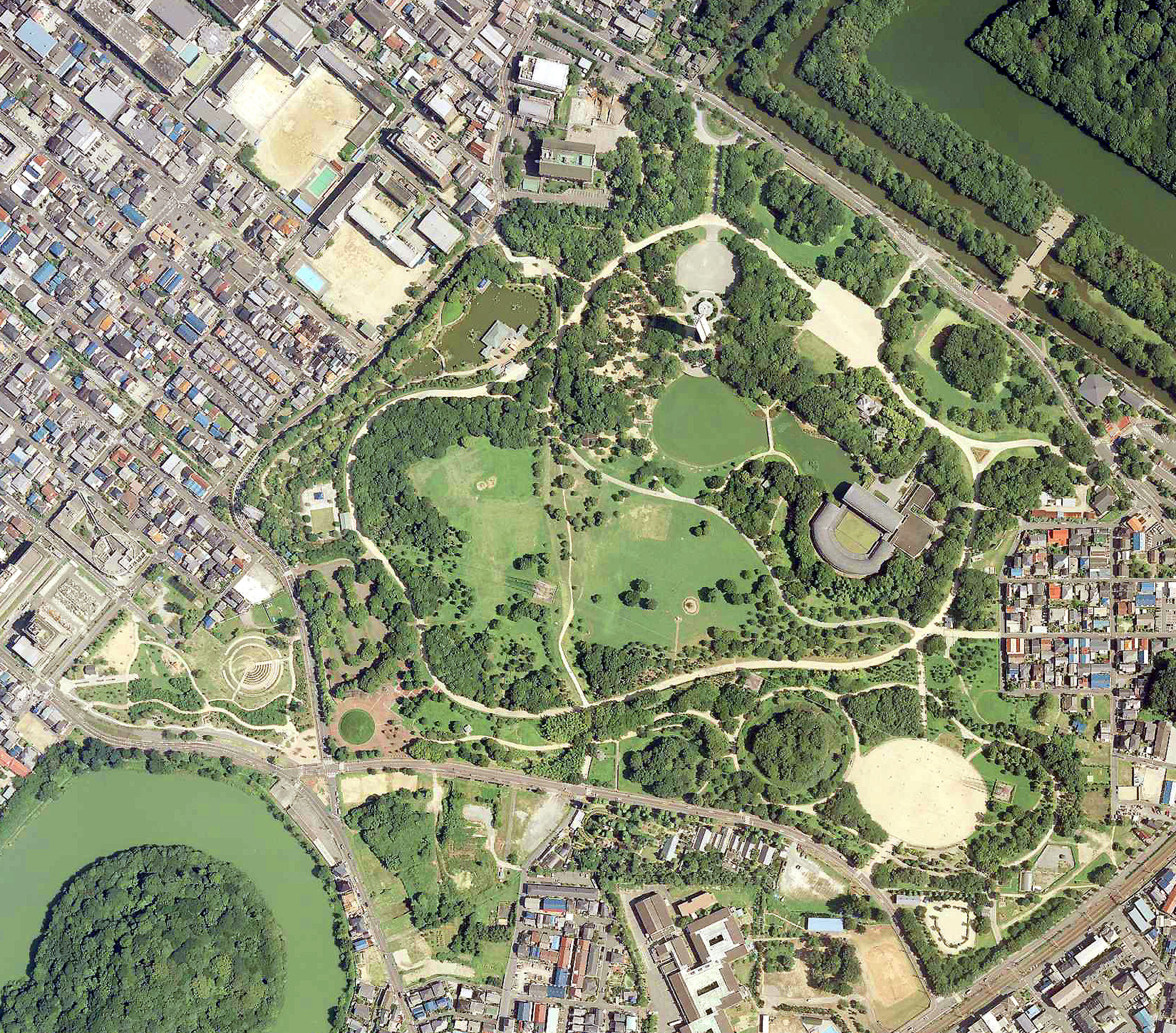
大仙公園航空写真（2007年）
右上に大仙陵古墳、左下に上石津ミサンザイ古墳が写る。

大仙公園（だいせんこうえん）は、大阪府堺市堺区にある都市公園（総合公園）である。

## 概要
設置・管理は堺市。計画面積は約81ha。北東に大仙陵古墳（仁徳天皇陵）、南西に上石津ミサンザイ古墳（履中天皇陵）があり、両古墳に挟まれる位置に広がっており、園内にも小古墳が点在している。堺市博物館、堺市立中央図書館、堺市茶室「伸庵」「黄梅庵」、堺市都市緑化センター、平和塔、日本庭園などが設けられている。（自転車博物館もあったが、2022年3月に新築移転しシマノ自転車博物館となった。）
園内には様々な種類の桜が約400本植えられており、毎年春には、花見を楽しむ家族連れなどで賑わう。
1989年（平成元年）に「日本の都市公園100選」、「大阪みどりの百選」、2014年（平成26年）には「日本の歴史公園100選」にそれぞれ選ばれた。

## 歴史
大仙公園の南半は、1629年（寛永6年）に江戸幕府の代官・高西夕雲と堺の豪商・木地屋庄右衛門によって開発された新田で、当初は万代（もず）新田と呼ばれたが、のちに夕雲開（せきうんひらき）と呼ばれるようになった。
1925年（大正14年）に大阪府立農学校（大阪府立大学の前身）が大阪市東成区岡之町（現・生野区勝山北および勝山南）から堺市大字舳松村（現・大仙町。大仙陵古墳の西側、後の大阪女子大学校地）へ移転した際に、同校の広大な農事試験場となった。
1947年（昭和22年）に大阪府によって大仙公園が計画されたが着工は遅れ、結局、大阪府立大学農学部が中百舌鳥キャンパスへ移転した翌年の1967年（昭和42年）にようやく着工された。1971年（昭和46年）には中央図書館が宿院から移転し、平和塔と礼拝堂が建設された。1980年（昭和55年）には市制施行90周年を記念して堺市博物館が開館した。
1986年（昭和62年）5月11日には、第37回全国植樹祭が開催され昭和天皇が行幸。園内で記念植樹を行った。1989年（平成元年）には市制施行100周年と日蘭修好380周年を記念した「オランダフェスティバル・ダッハらんど'89大阪」、2000年（平成12年）には「世界民族芸能祭」（ワッショイ2000）の会場になった。

## 伸庵と黄梅庵
堺市茶室。いずれも堺市の市制90周年を記念して移築されたもの。
伸庵（しんあん）
明治から昭和にかけて多くの茶室を残した数寄屋普請の名匠・仰木魯堂（おおぎろどう）が手がけて1929年（昭和4年）に建てられた茶室。以前は東京・芝公園にあったが、福助が寄贈し、1980年（昭和55年）に現在の地に移築された。国の登録有形文化財に登録されている。玄関横に設けられた立礼席は、移築の際に加えられたもので、一般の人もお茶を楽しむことができる。2007年（平成19年）の将棋竜王戦第一局の会場となった。
黄梅庵（おうばいあん）
元は、堺の商人で茶人だった今井宗久所領（現在の奈良県橿原市今井町）の豊田家にあった茶室。明治から昭和にかけて日本の電力開発に尽力した「電力の鬼」にして近代の数寄者・松永安左ヱ門（耳庵）が、戦後に小田原の別邸内に再興した。黄梅庵の名は、梅が熟し黄色く色づくころに完成したことから耳庵が名づけたもの。現在の地には、耳庵の遺族から寄贈を受け、1980年（昭和55年）に移築された。国の登録有形文化財に登録されている。普段は内部は公開されていない。

## 施設一覧
- 堺市博物館
- 堺市立中央図書館
- 堺市茶室 - 「伸庵」、「黄梅庵」
- 堺市都市緑化センター
- 百舌鳥古墳群ビジターセンター

2021年開館。百舌鳥古墳群と堺に関する展示コーナーやシアター、観光案内所、物販コーナーを設けている。
- 平和塔

堺大空襲などの死者、堺市の戦没者らの鎮魂を祈念して1971年（昭和46年）に建設された、高さ60mの大仙公園のシンボルタワー。内部は非公開だが、階段が設けられており頂上に上ることは可能になっている。
- 日本庭園

中根金作が作庭した築山林泉廻遊式庭園。かつての海外交易にもとづき、中国大陸などをイメージした築山などが設けられている。
当初は日本庭園と公園のその他の施設の間を一般道路が分断する形となっていたが、隣接する堺市立大仙小学校との間に新道が完成して道路が移転、旧道が遊歩道となったために分断状態は解消された。
- 風車

かつて石津周辺の綿花畑で、水をくみ上げるために浜風を利用した風車が数百基あった。今では見ることができなくなった風車が大仙公園内に再現されている。
- 杉風舎

奈良県東吉野村の特産品展示施設。

## 主な開催イベント
- 堺シティマラソン

4月29日。大仙公園をスタート・ゴールに、大仙陵古墳周回コース
- ツアー・オブ・ジャパン堺ステージ

5月。大仙公園周回コース
- 堺ツーデーマーチ

6月。大仙公園をスタート・ゴールに、堺市内を巡るウォーキングの全国大会
- 堺まつり（大茶会）

10月。野点席と煎茶席（堺市茶室「伸庵」）を実施

## 交通
- 鉄道
  - JR西日本阪和線百舌鳥駅から西へ徒歩5分
- バス（南海バス堺市博物館前下車）
  - 南海高野線堺東駅から深井駅行き、あみだ池行きで10分
  - 南海泉北線深井駅から堺東駅前行きで20分

## 周辺
- 百舌鳥古墳群
  - 仁徳天皇陵（大仙陵古墳）
  - 履中天皇陵（上石津ミサンザイ古墳）
  - 御廟山古墳
  - いたすけ古墳
  - 長塚古墳
- JR阪和線
- 大阪府立堺支援学校
- 堺市立健康福祉プラザ